# Злоказов, Фёдор Алексеевич
Фёдор Алексеевич Злоказов (11 февраля 1843, Касли, Пермская губерния — 18 июня 1912, Екатеринбург, Пермская губерния) — уральский промышленник, купец 1-й гильдии, потомственный почётный гражданин, один из основателей Торгового дома «Братья Злоказовы». Совладелец товарищества «Ф. А. Злоказов и Сыновья».

## Биография
Родился 11 февраля 1843 года в семье крепостных крестьян из Касли позднее ставших вначале далматовскими, а затем екатеринбургскими (с 1863) купцами.
Получил типичное для того времени домашнее образование.

### Торговая деятельность
В начале 1860-х гг. вместе с братьями имел два винокуренных завода. В 1863 г. был основан Черкаскульский винокуренный завод в Екатеринбургском уезде Пермской губернии. В 1864 г. сооружён Петропавловский винокуренный завод в Златоустовском уезде Пермской губернии.
В 1882 году вместе с родными братьями — Петром (1835—1897) и Николаем (1842—1904) зарегистрировал Торговый дом «Братья Злоказовы» с уставным капиталом в 90 тысяч рублей (около 54 млн современных).
В 1910 году Торговый дом был ликвидирован, а его имущество оценённое в 9 млн рублей (около 5,4 млрд современных) разделено на 3 части Мария Николаевна 3локазова (по мужу Вадарская) получила лесные дачи, Воздвиженские, Полевской и Черкаскульский заводы. Владимир Петрович Злоказов стал владельцем Арамильской суконной фабрики и пароходства. Товарищество Фёдора Алексеевича — «Ф. А. Злоказов и Сыновья» унаследовало остальные предприятия.

### Общественная деятельность
Был гласным Златоустовского уездного земства (1878—1881, 1885—1890); директором Златоустовского отделения попечительского общества о тюрьмах; почётным мировым судьёй по Златоустовскому уезду; почётным попечителем Каслинской второклассной женской школы (1904—1911).
Гласный Екатеринбургской городской думы (1902—1906). Член думских комиссий: по распределению средств, пожертвованных в пользу семей запасных воинов, призванных на войну; по изысканию средств на строительство здания женской прогимназии (с 09.09.1904). Член Екатеринбургского отделения епархиального училищного совета. Действительный член: общества попечения о начальном образовании в г. Екатеринбурге и его уезде; Екатеринбургского благотворительного общества. Почётный член общества вспомоществования учившим и учащим в церковно-приходских школах и школах грамоты (1903—1912).
Умер 18 июня 1912 года в Екатеринбурге, там же и похоронен.